# Premi e riconoscimenti dei VIXX
Questa è una lista dei premi e riconoscimenti ricevuti dai VIXX, gruppo musicale sudcoreano che debuttò nel maggio 2013 sotto la Jellyfish Entertainment.

## Premi coreani
Golden Disc Award
| Anno | Premio                          | Ricevente  | Risultato       |
| ---- | ------------------------------- | ---------- | --------------- |
| 2014 | Disc Bonsang Award              | Jekyll     | Candidato/a     |
| 2014 | Popularity Award                | VIXX       | Candidato/a     |
| 2015 | Disc Bonsang Award              | Eternity   | Vincitore/trice |
| 2015 | Digital Bonsang Award           | Eternity   | Candidato/a     |
| 2016 | Disc Bonsang Award              | Error      | Vincitore/trice |
| 2016 | Popularity Award                | VIXX       | Candidato/a     |
| 2016 | Global Popularity Award         | VIXX       | Candidato/a     |
| 2017 | Disc Bonsang Award              | Chained Up | Vincitore/trice |
| 2017 | Popularity Award                | VIXX       | Candidato/a     |
| 2017 | Global Popularity Award         | VIXX       | Candidato/a     |
| 2019 | Popularity Award                | VIXX       | Candidato/a     |
| 2019 | NetEase Most Popular K-pop Star | VIXX       | Candidato/a     |

Mnet Asian Music Awards
| Anno | Premio                              | Ricevente       | Risultato   |
| ---- | ----------------------------------- | --------------- | ----------- |
| 2014 | Best Dance Performance - Male Group | "Eternity"      | Candidato/a |
| 2014 | Song of the Year                    | "Eternity"      | Candidato/a |
| 2015 | Best Dance Performance - Male Group | "Love Equation" | Candidato/a |
| 2015 | Song of the Year                    | "Love Equation" | Candidato/a |
| 2016 | Best Dance Performance - Male Group | "Fantasy"       | Candidato/a |
| 2016 | Song of the Year                    | "Fantasy"       | Candidato/a |
| 2017 | Best Dance Performance - Male Group | "Shangri-La"    | Candidato/a |
| 2017 | Song of the Year                    | "Shangri-La"    | Candidato/a |

Seoul Music Award
| Anno | Premio                  | Ricevente  | Risultato       |
| ---- | ----------------------- | ---------- | --------------- |
| 2013 | New Artist Award        | VIXX       | Candidato/a     |
| 2014 | Bonsang Award           | Hyde       | Vincitore/trice |
| 2014 | Popularity Award        | VIXX       | Candidato/a     |
| 2015 | Bonsang Award           | Error      | Vincitore/trice |
| 2015 | Popularity Award        | VIXX       | Candidato/a     |
| 2015 | Hallyu Special Award    | VIXX       | Candidato/a     |
| 2016 | Bonsang Award           | Chained Up | Vincitore/trice |
| 2016 | Popularity Award        | VIXX       | Candidato/a     |
| 2016 | Hallyu Special Award    | VIXX       | Candidato/a     |
| 2017 | Bonsang Award           | "Dynamite" | Vincitore/trice |
| 2017 | Popularity Award        | VIXX       | Candidato/a     |
| 2017 | Fandom School Award     | VIXX       | Candidato/a     |
| 2017 | Hallyu Special Award    | VIXX       | Candidato/a     |
| 2018 | Bonsang Award           | Shangri-La | Candidato/a     |
| 2018 | Popularity Award        | VIXX       | Candidato/a     |
| 2018 | K-Wave Popularity Award | VIXX       | Candidato/a     |

Circle Chart Music Award
| Anno | Premio                                | Ricevente     | Risultato       |
| ---- | ------------------------------------- | ------------- | --------------- |
| 2013 | 4th Quarter Best Selling Record Award | "Voodoo Doll" | Candidato/a     |
| 2014 | 2nd Quarter Best Selling Record Award | "Eternity"    | Candidato/a     |
| 2014 | 4th Quarter Best Selling Record Award | "Error"       | Candidato/a     |
| 2015 | Popularity Award                      | VIXX          | Candidato/a     |
| 2015 | Hot Performance of the Year Award     | VIXX          | Vincitore/trice |
| 2016 | Popularity Award                      | VIXX          | Candidato/a     |
| 2016 | Artist of the Year (Album Division)   | VIXX          | Candidato/a     |
| 2016 | 3rd Quarter Best Selling Record Award | Hades         | Candidato/a     |
| 2017 | 2nd Quarter Best Selling Record Award | Shangri-La    | Candidato/a     |

Asia Artist Awards
| Anno | Premio               | Ricevente                     | Risultato       |
| ---- | -------------------- | ----------------------------- | --------------- |
| 2016 | Best Celebrity Award | VIXX "Dynamite" and "Fantasy" | Vincitore/trice |
| 2016 | Popularity Award     | VIXX                          | Candidato/a     |
| 2017 | Best Celebrity Award | VIXX "Shangri-La"             | Vincitore/trice |
| 2017 | Popularity Award     | VIXX                          | Candidato/a     |

Korean Entertainment Arts Awards
| Anno | Premio         | Ricevente | Risultato       |
| ---- | -------------- | --------- | --------------- |
| 2017 | Best Boy Group | VIXX      | Vincitore/trice |

Soribada Best K-Music Awards
| Anno | Premio                  | Ricevente | Risultato       |
| ---- | ----------------------- | --------- | --------------- |
| 2017 | Best Artist of the Year | VIXX      | Vincitore/trice |
| 2017 | Popularity Award        | VIXX      | Candidato/a     |

Melon Music Awards
| Anno | Premio            | Ricevente                   | Risultato   |
| ---- | ----------------- | --------------------------- | ----------- |
| 2017 | Stage of the Year | VIXX LIVE FANTASIA DAYDREAM | Candidato/a |

Interpark Awards
| Anno | Premio     | Ricevente  | Risultato   |
| ---- | ---------- | ---------- | ----------- |
| 2017 | Best Album | Shangri-La | Candidato/a |

## Premi internazionali
YinYueTai V Chart Awards
| Year | Category                       | Recipient    | Result          |
| ---- | ------------------------------ | ------------ | --------------- |
| 2016 | Best Performance               | "Chained Up" | Vincitore/trice |
| 2017 | Hot Trend Group of The Year    | VIXX         | Vincitore/trice |
| 2017 | Most influential group in Asia | VIXX         | Candidato/a     |

China Music Awards
| Anno | Premio                    | Ricevente | Risultato       |
| ---- | ------------------------- | --------- | --------------- |
| 2016 | Hottest Group of the Year | VIXX      | Vincitore/trice |

Japan Gold Disc Award
| Anno | Premio                     | Ricevente                         | Risultato       |
| ---- | -------------------------- | --------------------------------- | --------------- |
| 2015 | Best 3 New Artists in Asia | VIXX (insieme alle Apink e i BTS) | Vincitore/trice |
| 2015 | Best New Artists in Asia   | VIXX                              | Candidato/a     |

KMF Awards
| Anno | Premio            | Ricevente | Risultato       |
| ---- | ----------------- | --------- | --------------- |
| 2017 | Best Artist Award | VIXX      | Vincitore/trice |